# Josh Prenot
Josh Prenot (ur. 28 lipca 1993 w Sedalii) – amerykański pływak specjalizujący się w stylu klasycznym i zmiennym, wicemistrz olimpijski z 2016 roku, wicemistrz świata na krótkim basenie.

## Kariera pływacka
Podczas uniwersjady w południowokoreańskim Gwangju zdobył złoty medal na dystansie 200 m stylem klasycznym i 200 m stylem zmiennym. Wywalczył także srebro w konkurencji 400 m stylem zmiennym. 
W trakcie kwalifikacji olimpijskich do reprezentacji Stanów Zjednoczonych, w lipcu 2016 r., ustanowił nowy rekord Ameryki na 200 m żabką, uzyskując czas 2:07,17. Miesiąc później, podczas igrzysk olimpijskich w Rio de Janeiro z czasem 2:07,53 min zdobył na tym dystansie srebrny medal.

## Życie prywatne
Prenot studiuje fizykę na Uniwersytecie Kalifornijskim w Berkeley.